# Riste d'aubergine
La riste d’aubergine est un grand classique de la cuisine provençale. Très voisine de la ratatouille ou de la bohémienne, elle est originaire du pays d'Arles.  

## Étymologie et historique
Il serait aléatoire de rattacher la riste d'aubergine à un « ancien nom d'une espèce de fil de chanvre et d'une espèce de toile » qui fut utilisé dans le midi de la France. Par hypothèse, riste peut avoir un rapport avec « ristourner » dans le sens de tourner et retourner comme ratatouille indique le sens de « touiller ». Ce mets arlésien, comme tous ceux à base de tomates et d'aubergines, ne devient populaire qu'au cours du XIXe siècle.
L'aubergine et la tomate étaient alors traitées comme des parents pauvres et ne figurent dans L'Officine ou Répertoire général de pharmacie pratique publié en 1856 par François Laurent Marie Dorvault qu'en annexe du paragraphe de la pomme de terre. « Nous mentionnerons ici deux autres solanées comestibles; ce sont : 1° la Mélongène, Mayenne ou Varengeane ; Solanum esculentum, Dun., s. melongena, L., dont les baies (mata insania) cylindriques, rougeâtres, sous le nom d'aubergines, sont mangées cuites ou crues en Provence et en Languedoc ; 2° le Lycopersicon ; Solanum lycopersicon, dont le fruit rouge ou jaune, à côtes, déprimé et acide, sert dans l'art culinaire sous le nom de tomate, ou de pomme d'amour. »

## Ingrédients
Ce mets du pays d'Arles nécessite aubergines, tomates, oignon, gousses d’ail, laurier, thym, romarin, huile d’olive, sel et poivre.

## Préparation
Les aubergines coupées en cubes, l’oignon ciselé et les gousses d’ail pressées en chemise sont placés dans un faitout avec un filet d’huile d’olive. Quand le tout commence à blondir sont ajoutés les tomates coupées, le laurier, le romarin, le thym, le sel et le poivre. Le tout doit cuire à couvert et à feu doux pendant une grosse heure. Ce mets se déguste chaud ou froid et même en tartinade.

## Accord mets / vin
Les vins qui se marient le mieux avec la riste d'aubergine sont identiques à ceux de sa cousine la ratatouille, à savoir un vin rosé à choisir parmi un gaillac, un saint-saturnin, un marcillac, un vacqueyras ou un faugères.